# جزیره مک کین

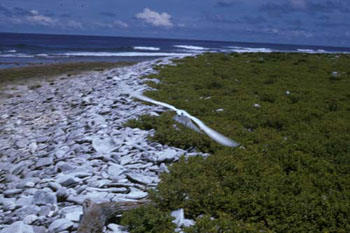
ساحل جزیره مک کین

جزیره مک کین (انگلیسی: McKean Island) یک جزیره در کیریباتی است که در اقیانوس آرام واقع شده است.